# Viti Levu
Viti Levu (literalment, en fijià, 'Fiji Gran') és l'illa principal de Fiji i una de les més grans d'Oceania.
S'hi troba la capital de l'estat, Suva, i una gran part de la població. Viti Levu té una superfície de 10.338 km² i s'estén 146 quilòmetres de nord a sud i 106 d'est a oest. És una illa d'origen volcànic que arriba a la seva màxima altitud de 1.324 m al Tomanivi, o mont Victoria. L'illa està dividida en dues meitats de mida similar per una serralada que corre en direcció nord-sud.
La part oriental és més plujosa, mentre que l'occidental és més seca, encara que el nivell de precipitacions és suficient per al cultiu de la canya de sucre, una de les principals activitats econòmiques de l'illa. També s'hi produïx cotó, tabac i pinya americana i se n'extreuen alguns minerals.
A més de la capital estatal, a Viti Levu es troben altres localitats com Nadi, Lautoka, Ba i Sigatoka, a més de nombrosos centres turístics. Totes són a la costa i estan interconnectades per una carretera que recorre el perímetre insular. En total, a Viti Levu gairebé hi viuen 600.000 persones, dos terços de la població total de Fiji. Juntament amb la propera Vanua Levu, concentren el 85% de la població.
L'estudi sistemàtic de la història d'Oceania no comença fins als treballs de camp d'Edward Winslow Gifford a Viti Levu en 1947.